# تری گاودی
تری گاودی (به انگلیسی: Trey Gowdy) نمایندهٔ حوزه انتخابیه چهارم کارولینای جنوبی از حزب جمهوری‌خواه ایالات متحده آمریکا در مجلس نمایندگان ایالات متحده آمریکا است که برای نخستین‌بار در ۲۶ ژانویه ۲۰۱۱ میلادی به‌عضویت این مجلس درآمد.
گاودی در سال ۲۰۱۴ به عنوان رئیس کمیتهٔ برگزیدهٔ مجلس نمایندگان برای تحقیق در خصوص حمله ۲۰۱۲ بنغازی برگزیده شد.